# Болтышка (Криничанский район)
Бо́лтышка (укр. Болтишка) — село,
Болтышковский сельский совет,
Криничанский район,
Днепропетровская область,
Украина.
Код КОАТУУ — 1222081501. Население по переписи 2001 года составляло 536 человек.
Является административным центром Болтышковского сельского совета, в который, кроме того, входят сёла
Калиновка и
Александровка.

## Географическое положение
Село Болтышка находится на левом берегу реки Базавлук,
выше по течению на расстоянии в 2 км расположено село Александровка,
ниже по течению на расстоянии в 1 км расположено село Малософиевка.
Через село проходит автомобильная дорога Т-0433.

## История
- Село Болтышка основана в первой половине XIX века.

## Экономика
- «Юм-Ватутино», ООО.
- Болтышское месторождение гранита.

## Объекты социальной сферы
- Школа.
- Дом культуры.
- Детский сад.